# حميدان الشويعر
حميدان الشويعر أحد أشهر أعلام الشعر النبطي في منطقة نجد في الجزيرة العربية. ولد في بلدة القصب في إقليم الوشم، شمال غرب الرياض، وعاش في القرن الثاني عشر الهجري (الثامن عشر الميلادي). يقال إنه توفي عام 1188 هـ، لكن العديد من الباحثين كسعد الحافي وناصر الحميضي يرجحون أن وفاته كانت في سنة 1200هـ اعتماداً على ورد في المخطوطات والوثائق.
واسمه الحقيقي حمد بن ناصر السياري، من أسرة السيايرة من بني خالد، وإنما «الشويعر» (تصغير شاعر) لقب لحق به أو ربما لقّب به نفسه، و«كان قصيراً ذكياً وحاداً، وفقيراً أيضاً كما يتضح في شعره، ومن شعره أيضاً يتضح انه قرأ في اشعار العرب وأخبارهم، وكان له رحلة مشهورة إلى العراق.» واشتهر حميدان بالهجاء فهجا الكثير من أعلام وبلدان نجد في زمانه، كما هجا بلدته وجماعته وأبناءه وحتى نفسه حتى شبّهه البعض بالحطيئة، لكنه اشتهر أيضاً بقصائد النصح والحكمة. ولا زالت أشعاره تتردد على ألسنة الناس في نجد إلى اليوم.

## من شعره
لا تضـم الـذي مــا تخـلـي الرفـيـق
غـايــب رجـلها أو بــعــد حــاضــر
الوعـد مثـل مـا قال كـحـي واكــح
في قيام العشر وان ظهرت اظهري
واقعـدي عنـدنـا لـيـن هم يظـهـرون
واظـهــري والمـطـوع بـهـم يـوتــر
يـا عسـى جنسهـا دايـم مـا يعيـش
عنـد الاجــواد وان عـاش مــا يكـثـر
يا عيال افزعوا لي على ذا العجوز
ليتهـا غيبـت فــي غـويـط الـثـرى
مـن جـواز الصبـا جعلهـا مـا تعـود
البطن مـا ظهـر والظهـر مـا عـرى
الله مـن قـوم يـا مــانع
امــســى جـاهـلـهـا شـايـبـهــا
ان جـيــت احـاكــي واحــدهــم
عن الديرة ونـوايــبــهــا
قـال انــي شـويـخ مــن قبـلـك
جدي عفى جـوانـبــهــا
قـلــت ونعـمـيـن في جدك
والـخـيـبــة فــي عـواقـبــهــا
مدحته بجهل قبـل عرفـي فيـا اسـف
عـلـى مــدح مـزغـول بـغـيـر اشـهــار
فياليت عرفي قبل مدحي بمن هفـت
عـمـوقــه وخــالــه مـهـنـتـه جــزار
ترى الاصل جذاب على الطيب والردى
فــلا شك نق الـحــب يا الـبــذار
النيـة شـانـت ما زانــت
صارت لـفـلان وفـلانه
الحصني يمشي ديقان
والبومه صارت شيهانـه
المسجد بابه مـا طـرف
ادخل يا اللي فيك ديانة
الـديـن الـديـن الـلـي بـيــن
بين مثل شمـس القيضيـه
الـديـن بعـيـر خرج اربع
والخامـس ديــن الأباضية
مـا همـن ذيـب فـي عوصـا
همـي عـود فـي الدرعية
قولـه حـق وفعـلـه بـاطـل
وسيـوفـه كـتــب مـطـويـه